# Arme Violetta
Arme Violetta é um filme mudo alemão em preto e branco do gênero drama e romântico, dirigido por Paul L. Stein. Lançado em 1921, foi protagonizado por Pola Negri.

## Estado de preservação
Considerado até então perdido, o filme foi redescoberto em um porão de Nova York em 2020, mes até o momento sem nenhuma noticia de restauro ou lançamento para o público.

## Elenco
- Pola Negri como Violetta Duclos
- Alexander Antalffy como Gastão
- Paul Biensfeldt como o pai de Alfred
- Michael Bohnen
- Ernst Bringolf
- Guido Herzfeld como o pai de Violetta
- Paul Otto como Graf von Geray
- Greta Schröder como irmã de Alfred
- Victor Varconi como Alfred Germont
- Marga von Kierska como Flora